# Naturschutzgebiet Anklamer Stadtbruch
Das Naturschutzgebiet Anklamer Stadtbruch ist ein 1461 Hektar umfassendes Naturschutzgebiet bei Anklam in Mecklenburg-Vorpommern. Die Unterschutzstellung erfolgte am 27. April 1934 mit dem Ziel, das Anklamer Torfmoor zu schützen und zu entwickeln. Zwei Erweiterungen gab es in den Jahren 1937 und 1964.
Das Naturschutzgebiet ist Teil des Naturparks Flusslandschaft Peenetal und liegt südlich der Einmündung der Peene in das Stettiner Haff. Die umgebenden Ortschaften sind nordöstlich Kamp sowie westlich Bugewitz und Rosenhagen. Der Gebietszustand wird als gut angesehen. Es herrschen annähernd natürliche hydrologische Verhältnisse. Das Naturschutzgebiet ist weitgehend unwegsam, lediglich aus Richtung Süden von Grünberg bei Leopoldshagen kann es auf zwei Rundwegen durchwandert werden.
Ende 2018 erwarb die NABU-Stiftung Nationales Naturerbe 1253,8 Hektar des Anklamer Stadtbruchs. Die vormals intensive Jagd in dem Revier wurde stark eingeschränkt und die Entwässerungsgräben umgehend verfüllt, um die Renaturierung des ursprünglichen Hochmoores zu initiieren.

## Geschichte und Wasserhaushalt
Das Peenetal entstand am Ende der letzten Eiszeit und lag am Nordwestrand des spätglazialen Haffstausees. Die Flächen wurden im Zuge des Meeresspiegelanstiegs der Littorina-Transgression dauerhaft überflutet. Moorbildungsprozesse setzten ein und führten über die Jahrtausende zu einem Versumpfungsmoor, welches im Wesentlichen aus Erlenbruchwaldtorf besteht und drei Meter Mächtigkeit erreicht. Landeinwärts wuchs ein vom Grundwasser gespeistes Durchströmungsmoor auf. Seggen bildeten hier im Wesentlichen den Torf. Im zentralen Teil des heutigen Schutzgebietes konnte im Anschluss ein alleinig regenwassergespeistes Hochmoor aufwachsen.
Menschliche Nutzung setzte im 16. Jahrhundert ein. Kleine Torfstiche wurden in den Hochmoorbereichen angelegt. Das übrige Gebiet unterlag Weide- und Wiesennutzung. Friedrich der Große erließ im Jahr 1750 ein Edikt, um die Torfnutzung zu forcieren. Drei schiffbare Torfkanäle wurden bis 1850 angelegt. Der Torfabbau erfolgte bis 1945 und führte zur Halbierung der ursprünglichen 500 Hektar Hochmoorfläche.
Im Jahr 1932 wurde der Anklamer Stadtbruch eingedeicht, musste aber dauerhaft mit zwei Schöpfwerken entwässert werden. Durch den Eingriff sackten die Flächen ab, weshalb sie heute teilweise unter dem Meeresspiegel liegen. Anschließend wurden Fichtenschonungen und Forstwege angelegt.

### Wiedervernässung nach Hochwasser
Das Sturmhochwasser am 4. November 1995 führte zum Deichbruch und zur Flutung des trockengelegten Anklamer Torfmoores. Die  Verantwortlichen fällten den Beschluss, die Eindeichung aufzugeben und das Wasser nicht erneut abzupumpen, sondern stattdessen das Moor zu renaturieren. Die bisherige intensive forstliche Nutzung wurde eingestellt und die absterbenden Fichten als ökologisch wertvolles Totholz in der Natur belassen. An der Umwidmung übten manche Einwohner Kritik, der Journalist Andrew Müller nannte es in der taz dagegen ein „unverhofft[es]“ Beispiel für passive Rewilding.

## Pflanzen- und Tierwelt
Den überwiegenden Teil des Schutzgebietes bestocken Bruchwälder mit Flattergras, Gemeine Esche und Erle. In den ausgetorften Bereichen wachsen Moorwälder mit Torfmoosen, Schnabelseggen und Birken. Der Königsfarn kommt vor, weiterhin Gagel und Gilbweiderich. Im Hochmoorbereich sind heute wieder 55 Hektar waldfrei.
Im gesamten Gebiet sind bedeutende Vorkommen an Schmetterlingen anzutreffen. Bemerkenswert sind der Moorwiesen-Striemenspanner, der Enzian-Bläuling und zahlreiche weitere Tagfalterarten. 100 Brutvogelarten kommen vor, darunter Seeadler mit der höchsten Brutdichte in Europa, Rot- und Schwarzmilan, Habicht, Wespenbussard, Kranich, Wendehals, Waldwasserläufer, Sperbergrasmücke, Schlagschwirl und Karmingimpel. Fischotter und Biber sind im Gebiet heimisch.